# Emili Singuerlín i Ros
Emili Singuerlín i Ros (Barcelona, 1 de febrer de 1881 - 1942) fou un comerciant de cotilles, d'origen alsacià (de part del pare) i català (de part de la mare), conegut per haver donat nom al barri de Singuerlín de la ciutat de Santa Coloma de Gramenet (Barcelonès).

## Biografia
Emili Singuerlín va néixer al carrer de Muntaner de Barcelona, fill del francès Léon Victor Singuerlín i Lamotte (1845-1912) i de Dolors Ros i Oliva.
Va visitar unes casetes que havia comprat el seu cunyat Ramon Lasaosa al carrer de Santiago Rusiñol. El 1920 es decidí a aixecar una gran torre per un valor de cent mil pessetes, atret pel paisatge i el clima benigne idonis per la seva afecció de bronquitis.
Pepita Simó Singuerlín, una de les seves netes, segueix la tradició cotillaire, fidel al lema familiar La família Singuerlín, corseteros hasta el fin (sic en llengua espanyola). Segons el seu testimoni, Emili Singuerlín instal·la una fàbrica de faixes amb molt bons rendiments, a més estava al dia de les modes parisenques, viatjant a la capital francesa cada any, a la recerca de novetats (barrets, sabates, vestits...). Durant els anys 1920, a redós de la inicial expansió econòmica, molta menestralia cercava als voltants de la ciutat de Barcelona, lloc on trobar o construir edificis (torretes) d'estiueig, seguint les pautes de la burgesia que els precedí. D'aquesta manera Emili Singuerlín va aixecar dotze petits immobles que s'afegiren a les existents al barri. Avui en resten algunes al principi del carrer de Singuerlín. La intenció era llogar-les als estiuejants. Durant un temps va tancar el negoci, amb el benentès de viure de renda, però fallaren les expectatives i va haver de reobrir el negoci: va tornar al seu ofici de cotillaire. Segons el testimoni de Pepita Simó, el paisatge de l'actual barri de Singuerlín estava envoltat de pinedes, camps i vinyes, i la casa d'Emili Singuerlín gaudia d'un petit teatre que atreia els veïns, celebrant-se nombroses festes.
La família Singuerlín durant anys, convertí la casa torre en domicili habitual i les filles d'Emili Singuerlín, Enriqueta i Pepita, s'educaren en una escola de monges de la ciutat de Santa Coloma de Gramenet.